# Shuangcheng
Shuangcheng (雙城區 / 双城区,  Shuāngchéng Qū) ist ein Stadtbezirk der Unterprovinzstadt Harbin in der chinesischen Provinz Heilongjiang. Er hat eine Fläche von 3.113 km² und zählt 633.880 Einwohner (Stand: Zensus 2020).

## Administrative Gliederung
Auf Gemeindeebene setzt sich der Stadtbezirk aus einer Stadtgebietsverwaltungsstelle, acht Großgemeinden, sechs Gemeinden und zehn Nationalitätengemeinden zusammen. Diese sind:
| Stadtgebietsverwaltungsstelle Shuangcheng (双城区社区管理委员会), Sitz der Stadtbezirksregierung; Großgemeinde Dancheng (单城镇); Großgemeinde Dongguan (东官镇); Großgemeinde Handian (韩甸镇); Großgemeinde Lanling (兰棱镇); Großgemeinde Shuangcheng (双城镇); Großgemeinde Wujia (五家镇); Großgemeinde Xingshan (杏山镇); Großgemeinde Zhoujia (周家镇); Gemeinde Chaoyang (朝阳乡); Gemeinde Jincheng (金城乡); Gemeinde Linjiang (临江乡); Gemeinde Shuiquan (水泉乡); | Gemeinde Wanlong (万隆乡); Gemeinde Yongsheng (永胜乡); Großgemeinde Nongfeng der Manju und Xibe (农丰满族锡伯族镇); Gemeinde Gongzheng der Manju (公正满族乡); Gemeinde Lequn der Manju (乐群满族乡); Gemeinde Lianxing der Manju (联兴满族乡); Gemeinde Qingling der Manju (青岭满族乡); Gemeinde Tongxin der Manju (同心满族乡); Gemeinde Tuanjie der Manju (团结满族乡); Gemeinde Xingfu der Manju (幸福满族乡); Gemeinde Xinxing der Manju (新兴满族乡); Gemeinde Xiqin der Manju (希勤满族乡). |